# Реньер, Паоло

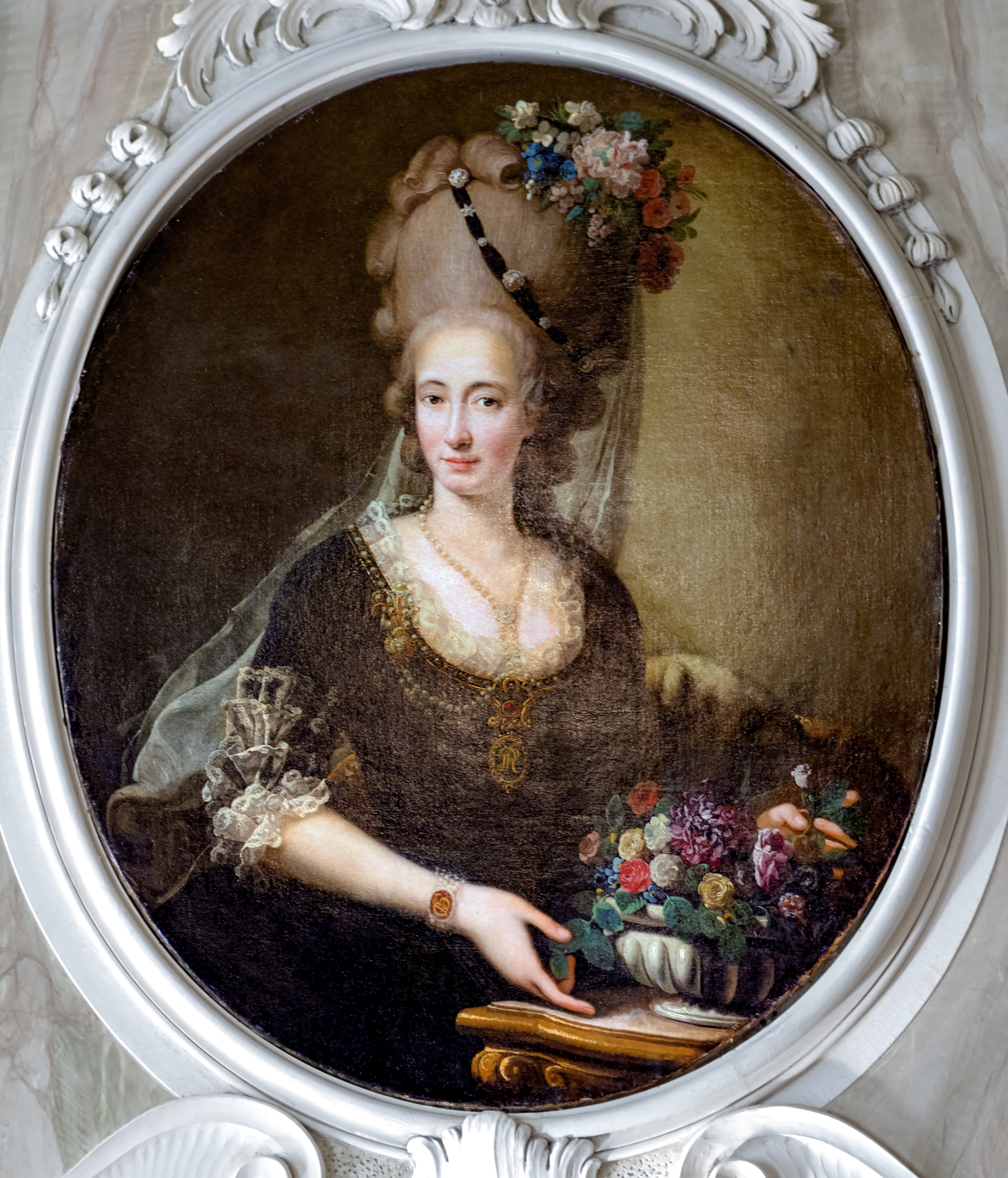
Giustina Donà dalle Rose (1715–1751), жена Паоло Ренье

 Паоло Реньер  (итал. Paolo Renier; 21 ноября 1710, Венеция — 13 февраля 1789, Венеция) — 119-й (предпоследний) дож Венецианской республики. Был избран дожем Венеции 14 января 1779 и правил до самой своей смерти.
Его родителями были Андреа Реньер и Елизавета Морозини. По матери он принадлежал к знатному венецианскому роду Морозини, давшему Республике четырёх дожей и других её представителей, занимавших разнообразные государственные должности. Получил хорошее образование, преуспев в изучении истории, древних языков и философии. Переводил Платона и был инициатором издания его трудов.
Реньер был известен как отличный оратор и тактик. Исполнял обязанности посла Венеции в Константинополе и при дворе Вены. Несмотря на крайнее недовольство в политических кругах и непопулярность среди большинства венецианцев, Реньер был избран на должность дожа с незначительным перевесом голосов (41 голос против 40).
Его правление было отмечено строительством дамбы Murazzi послужившей для защиты города от наводнений. Во время его пребывания в должности, Венецию посетил папа Пий VI, великий князь Павел Петрович и король Швеции Густав III. Посетивший в 1786 году Венецию Гёте оставил свои впечатления о Реньере в Итальянском путешествие.
В это же время, в 1785—1786 годах, венецианский флот в последний раз участвует в военных действиях под командованием Анджело Эмо, подвергнув бомбардировке убежища пиратов в некоторых портах Северной Африки.
В январе 1789 года, Реньер серьёзно заболел и 13 февраля умер. Чтобы не испортить празднование карнавала, о его смерти было объявлено только 2 марта, накануне Великого Поста.
Паоло Реньер похоронен в церкви Сан Никколо да Толентино в Венеции.